# Coleen Grayová
Coleen Grayová (nepřechýleně Coleen Gray, rodným jménem Doris Jensen; 23. října 1922 – 3. srpna 2015) byla americká filmová, divadelní i televizní herečka. Během své kariéry ztvárňovala převážně vedlejší role, nejčastěji ve westernech a filmech noir. Nejvíce se proslavila rolemi ve filmech Polibek smrti (1947), Ulička přízraků (1947), Červená řeka (1948) a Zabíjení (1956).

## Život

### Mládí a začátek kariéry
Coleen Grayová se narodila 23. října 1922 ve městě Staplehurst ve státě Nebraska. Její rodiče Arthur a Anna Grayovi byli dánského původu a ortodoxní luteráni. V dětství se s rodinou přestěhovala na farmu v Hutchinsonu v Minnesotě, kde později navštěvovala Huthinsonskou střední školu (Hutchinson High School) a následně začala studovat herectví na Hamline University v Saint Paulu. Po dosažení bakalářského titulu, roku 1943 odcestovala do Kalifornie a začala studovat na Kalifornské univerzitě v Los Angeles (UCLA). Nejprve si začala přivydělávat jako servírka v restauraci ve čtvrti La Jolla, avšak brzy začala vystupovat v divadle, kde se následně vypracovala až do hlavních rolí ve hrách jako Letters to Lucerne a Brief Music. Během studia také pracovala ve školní knihovně a v dobročinné a vzdělávací organizaci YWCA (Young Women's Christian Association).
Při jednom z vystoupení na ni narazil hledač talentů Ivan Kahn od filmového studia 20th Century Fox, se kterým dne 14. července 1944 následně podepsala sedmiletou smlouvu na 150 dolarů týdně. Při kamerových zkouškách se také poprvé setkala se svým budoucím manželem, scenáristou Rodem Amateauem. Tehdy si také změnila jméno Doris Jensen na Coleen Gray. Coleen Grayová debutovala malou nepřipsanou rolí v romantickém muzikálu State Fair (1945) s Jeanne Crainovou, Danou Andrewsem a Vivian Blaineovou, ve stejném roce se též poprvé provdala, za scenáristu, režiséra a producenta Roda Amateaua. O rok později se objevila v muzikálu Three Little Girls in Blue (1946) a po své další roli v muzikálu The Shocking Miss Pilgrim (1947) byla donucena udělat si kvůli těhotenství v kariéře přestávku. V červnu 1946 se jí narodila její první dcera Susan, avšak o dva roky později se její manželství s Amateauem rozpadlo; rozvedli se 3. března 1949.

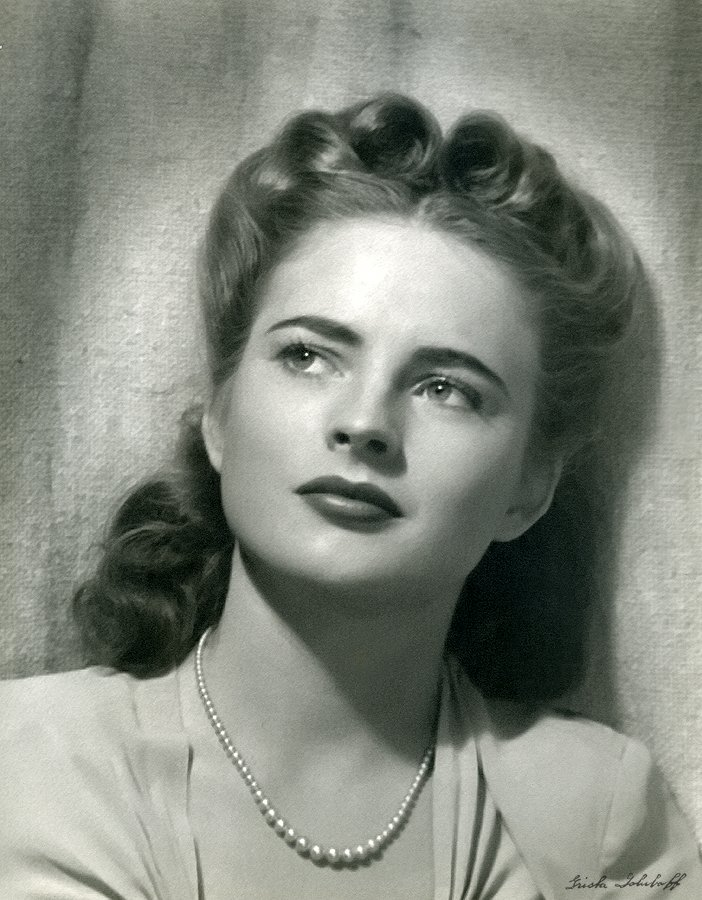
Coleen Grayová ve 40. letech.

### Vrchol kariéry
Na přelomu let 1946 a 1947 začala natáčet svůj dosud nejvýznamnější film – western Červená řeka, kde na přímou žádost režiséra Howarda Hawkse ztvárnila milenku hlavního hrdiny v podání Johna Waynea. Snímek byl nakonec vydán až v roce 1948 a stal se z něj kasovní trhák. Před jeho vydáním se však Coleen Grayová objevila i ve dvou filmech noir. Prvním z nich se stal Polibek smrti (1947), kde se blýskla po boku Vitora Maturea a ve druhém snímku, Ulička přízraků (1947), ztvárnila přítelkyni cirkusového podvodníka Tyrone Powera. Z prvního snímku se stal kasovní trhák, ale Ulička přízraků u diváků příliš neuspěla. O rok později natočila další western Fury at Furnace Creek. V roce 1949 začala vystupovat také na Broadwayi ve hře Leaf and Bough. Na konci 40. pokračovala ve své sérii westernů snímkem Sand (1949), do 50. let však vstoupila komedií Father Is a Bachelor (1950), na kterou navázala další komedií Cesta k úspěchu (1950), kde se předvedla i jako zpěvačka. Po této komedii, pro kterou byla zapůjčena studiu Paramount Pictures, s ní však studio 20th Century Fox ukončilo spolupráci.
Brzy poté se Grayová odstěhovala do New Yorku a začala působit jako herečka na volné noze. Její propuštění z Foxu a nedávný rozvod ji však i díky přísné křesťanské výchově traumatizovaly a byla nucena bojovat také s komplexem méněcennosti. Téhož roku však byla studiem Universal Pictures obsazena do dalšího kriminálního filmu noir nazvaného The Sleeping City (1950), kde ztvárnila zdravotní sestru a milenku hlavního hrdiny v podání Richarda Contea. Během 50. let se jí však stále dařilo udržet si filmovou kariéru poměrně stabilní a každý rok natočila průměrně dva filmy. Stále však setrvávala ve vedlejších rolích. Mezi její nejvýznamnější filmy z 50. let patří například další film noir jako Kansas City Confidential (1952) nebo westerny jako Apache Drums (1951), The Vanquished (1953), Arrow In the Dust (1954), Tennessee's Partner (1955) či Star in the Dust (1956). V roce 1956 se blískla ve svém nejznámějším filmu noir nazvaném Zabíjení. Snímek v produkci studia United Artists režíroval Stanley Kubrick a Coleen Grayová zde ztvárnila manželku Sterlinga Haydena.

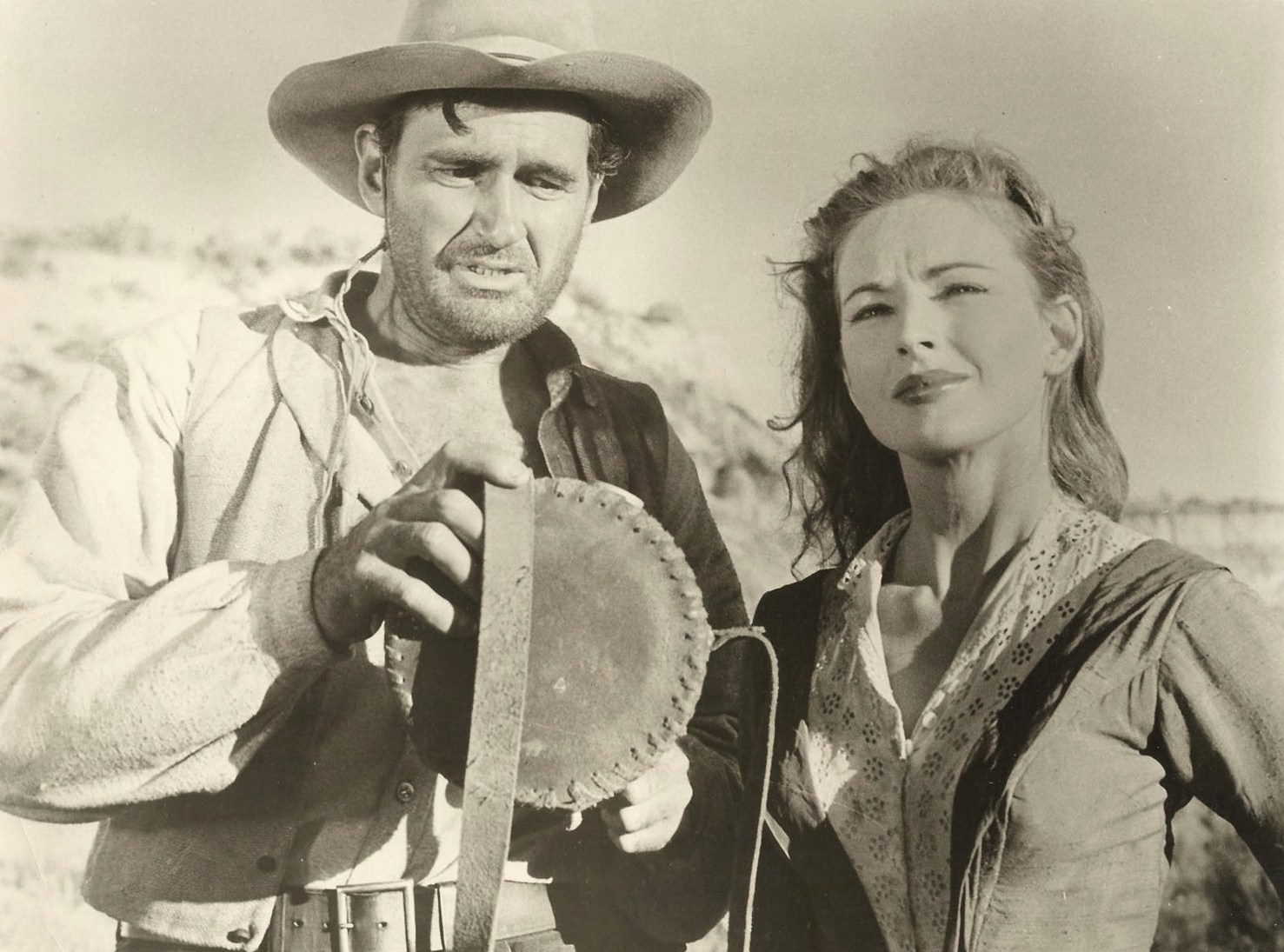
Coleen Grayová ve filmu Cooper Sky (1957)

### Příchod televize a pozdější kariéra
Počátkem 50. let poté, co byla propuštěna ze studia Fox, se začala objevovat i v prvních televizních seriálech. Během 50. a 60. let hostovala obvykle jen v jedné či maximálně dvou epizodách. V letech 1966 až 1967 však u seriálu Days of Our Lives setrvala a natočila celkem 86 dílů. O dva roky později se pozastavila i u seriálu Bright Promise, kde se objevila ve 23 epizodách. Mezi její první televizní seriály patřily westernové seriály jako Maverick, Have Gun - Will Travel, Rawhide, The Virginian nebo Bonanza. V průběhu 60. a 70. let nakonec začaly televizní seriály v její herecké kariéře převládat a Coleen Grayová od filmů téměř upustila. V 60. letech se objevila ve čtyřech filmech a v 70. letech již pouze ve dvou, z nichž nejznámější jsou hororová sci-fi The Leech Woman (1960) nebo akční drama P.J. (1968). Jejím posledním filmem se stal akční dobrodružný film Cry from the Mountain (1985) a o rok později, po jediné epizodě v seriálu Tales from the Darkside, ukončila svou hereckou kariéru.

### Osobní život a smrt
V roce 1953 se vdala podruhé, za leteckého inženýra Williama C. Bidlacka, se kterým vychovala syna Bruceho (* 1. června 1954). Její druhý manžel zemřel v roce 1978. V říjnu 1958 přežila vážnou autonehodu, po které musela být s několika pohmožděninami a tržnými ranami upoutána na lůžko. Po smrti svého druhého manžela se v roce 1979 vdala potřetí, za teologa Josepha Fritze Zeisera, se kterým začala podporovala mj. neziskovou organizaci Prison Fellowship, kterou v roce 1976 založil americký právník a politik Chuck Colson. Její třetí manžel zemřel v roce 2012.
Coleen Grayová zemřela přirozenou smrtí 3. srpna 2015 ve svém domě v Bel Air v Los Angeles ve věku 92 let. Byla zpopelněna a pohřbena na hřbitově Westwood Memorial Park v Los Angeles vedle svého třetího manžela.
| „ | Vždycky jsem měla pocit, že bych se měla omluvit za to, že jsem v Hollywoodu. Pokud jde o nejistotu, myslím, že jí mám víc něž většina ostatních. Na place, když jsem točila film, bylo jedno, jestli jsem měla smlouvu, vždy jsem byla překvapená, když mě obsadili do dalšího filmu. | “ |

## Filmografie

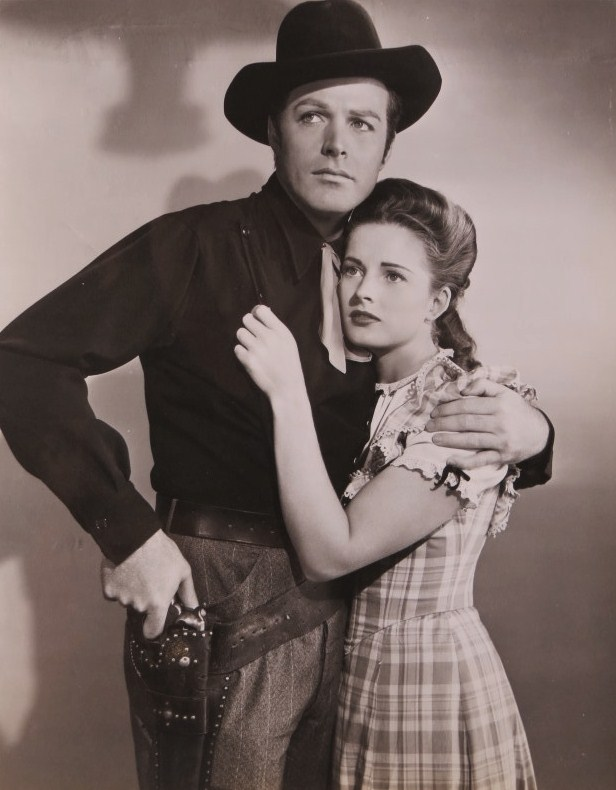
S Glennem Langanem ve filmu Fury at Furnace Creek (1948)

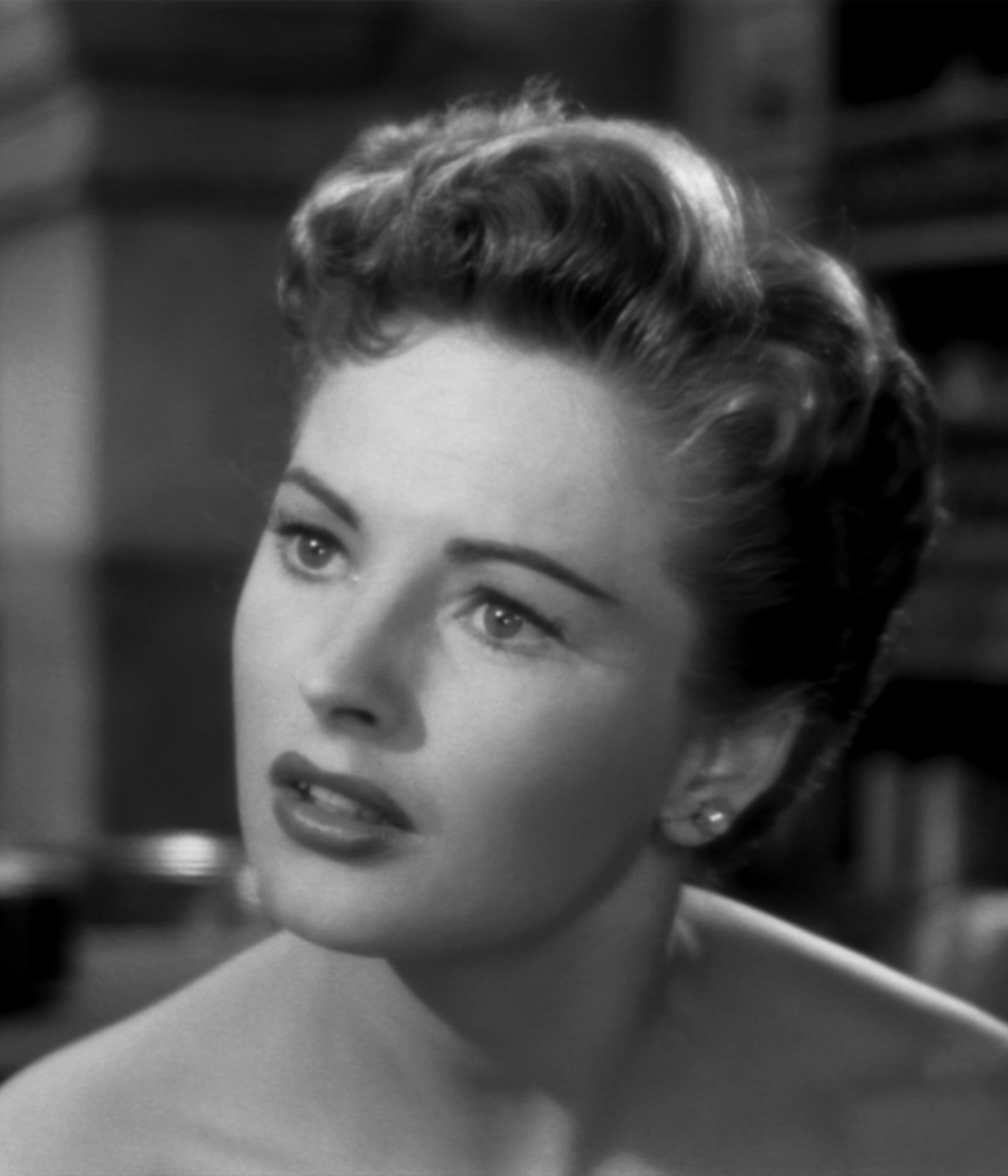
Ve filmu Kansas City Confidential (1952)

| - 1945 State Fair (režie Walter Lang) - 1946 Three Little Girls in Blue (režie John Brahm a H. Bruce Humberstone) - 1947 The Shocking Miss Pilgrim (režie Edmund Goulding a George Seaton) - 1947 Polibek smrti (režie Henry Hathaway) - 1947 Ulička přízraků (režie Edmund Goulding) - 1948 Fury at Furnace Creek (režie H. Bruce Humberstone) - 1948 Červená řeka (režie Howard Hawks a Arthur Rosson) - 1949 Sand (režie Louis King) - 1950 Father Is a Bachelor (režie Abby Berlin a Norman Foster) - 1950 Cesta k úspěchu (režie Frank Capra) - 1950 The Sleeping City (režie George Sherman) - 1951 I'll Get You for This (režie Joseph M. Newman) - 1951 Apache Drums (režie Hugo Fregonese) - 1952 Models, Inc. (režie Reginald Le Borg) - 1952 Kansas City Confidential (režie Phil Karlson) - 1953 The Vanquished (režie Edward Ludwig) - 1953 The Fake (režie Godfrey Grayson) - 1953 Sabre Jet (režie Louis King) - 1954 Arrow In the Dust (režie Lesley Selander) - 1955 Las Vegas Shakedown (režie Sidney Salkow) - 1955 Tennessee's Partner (režie Allan Dwan) - 1955 The Twinkle in God's Eye (režie George Blair) - 1956 The Wild Dakotas (režie Sam Newfield) - 1956 Star in the Dust (režie Charles F. Haas) - 1956 Zabíjení (režie Stanley Kubrick) - 1956 Frontier Gambler (režie Sam Newfield) - 1956 Death of a Scoundrel (režie Charles F. Martin) - 1956 The Black Whip (režie Charles Marquis Warren) - 1957 Destination 60,000 (režie George Waggner) - 1957 The Vampire (režie Paul Landres) - 1957 Copper Sky (režie Charles Marquis Warren) - 1958 Hell's Five Hours (režie Jack L. Copeland) - 1958 Johnny Rocco (režie Paul Landres) - 1960 The Leech Woman (režie Edward Dein) - 1961 The Phantom Planet (režie William Marshall) - 1965 Town Tamer (režie Lesley Selander) - 1968 P.J. (režie John Guillermin) - 1971 The Late Liz (režie William Kerwin) - 1971 Ellery Queen: Don't Look Behind You (režie Barry Shear) – TV film - 1978 Mother (režie Brian Pinette) - 1979 The Best Place to Be (režie David Miller) – TV film - 1985 Cry from the Mountain (režie James F. Collier) | - 1951–1952 Schlitz Playhouse of Stars (2 díly) - 1960–1966 Perry Mason (4 díly) - 1961 Bus Stop (2 díly) - 1961–1962 77 Sunset Strip (2 díly) - 1961–1962 Mister Ed (2 díly) - 1965–1967 My Three Sons (2 díly) - 1966– 1967 The Virginian (2 díly) - 1966–1967 Days of Our Lives (86 dílů) - 1968–1975 Ironside (2 díly) - 1969–1970 Bright Promise (23 dílů) - 1972–1976 Emergency! (2 díly) - 1974–1976 McCloud (4 díly) |